# Jasmin Feige
Jasmin Feige z domu Fischer (ur. 20 czerwca 1959 w Leverkusen, zm. 19 czerwca 1988 w pobliżu Kürten) – niemiecka lekkoatletka,  specjalistka skoku w dal i skoku wzwyż, medalistka halowych mistrzostw Europy z 1981. Reprezentowała Republikę Federalną Niemiec.
Pięciokrotnie startowała w halowych mistrzostwach Europy. Największy sukces odniosła w 1981 w Grenoble, gdzie zdobyła brązowy medal w skoku w dal, przegrywając jedynie ze swą koleżanką z reprezentacji RFN Karin Hänel i Sigrid Heimann z Niemieckiej Republiki Demokratycznej, a także zajęła 5. miejsce w skoku wzwyż. Poza tym zajęła 6. miejsce w skoku wzwyż w 1979 w Wiedniu, a w skoku w dal 8. miejsce w 1983 w Budapeszcie, 5. miejsce  w 1985 w Pireusie i 6. miejsce  w 1986 w Madrycie.
Feige była wicemistrzynią RFN w skoku w dal w 1987 oraz brązową medalistką w tej konkurencji w 1984, a także brązową medalistką w skoku wzwyż w 1980. Była również halową mistrzynią RFN w skoku w dal w 1983 i 1985, wicemistrzynią w latach 1984 i 1986–1988 oraz brązową medalistką w 1981, a także brązową medalistką w skoku wzwyż w 1980 i 1981. 
Jej rekord życiowy w skoku w dal wynosił 6,63 m (ustanowiony 21 sierpnia 1985 w Zurychu), a w skoku wzwyż 1,86 m (18 maja 1980 w Gelsenkirchen).
Zginęła w wypadku podczas wycieczki na motocyklu.